# U Don't Know Me
U Don't Know Me is een nummer van de Amerikaanse rapper T.I.. Het nummer staat op z'n derde album, Urban Legend, werd geproduceerd door DJ Toomp en werd uitgebracht op 11 januari 2005 door het platenlabel Grand Hustle/Atlantic. In de Verenigde Staten behaalde het nummer de 23e positie in de Billboard Hot 100.
Het nummer werd genomineerd voor verscheidene onderscheidingen, waaronder een Grammy Award, een MTV Music Video Awards en een VIBE Award.

## Hitlijsten
| Hitlijst (2004)                      | Hoogste positie |
| ------------------------------------ | --------------- |
| U.S. Billboard Hot 100               | 23              |
| U.S. Billboard Hot R&B/Hip-Hop Songs | 6               |
| U.S. Billboard Hot Rap Tracks        | 4               |
| U.S. Billboard Pop 100               | 65              |